# أولاد سليمان (دار أولاد زيدوح)
أولاد سليمان هي إحدى مشيخات المملكة المغربية، تتبع جغرافيا لإقليم الفقيه بن صالح وإداريًا لدار أولاد زيدوح. يقدر عدد سكانها بـ 16058 نسمة حسب الإحصاء الرسمي للسكان والسكنى لسنة 2004.